# Dudowa Kotlina

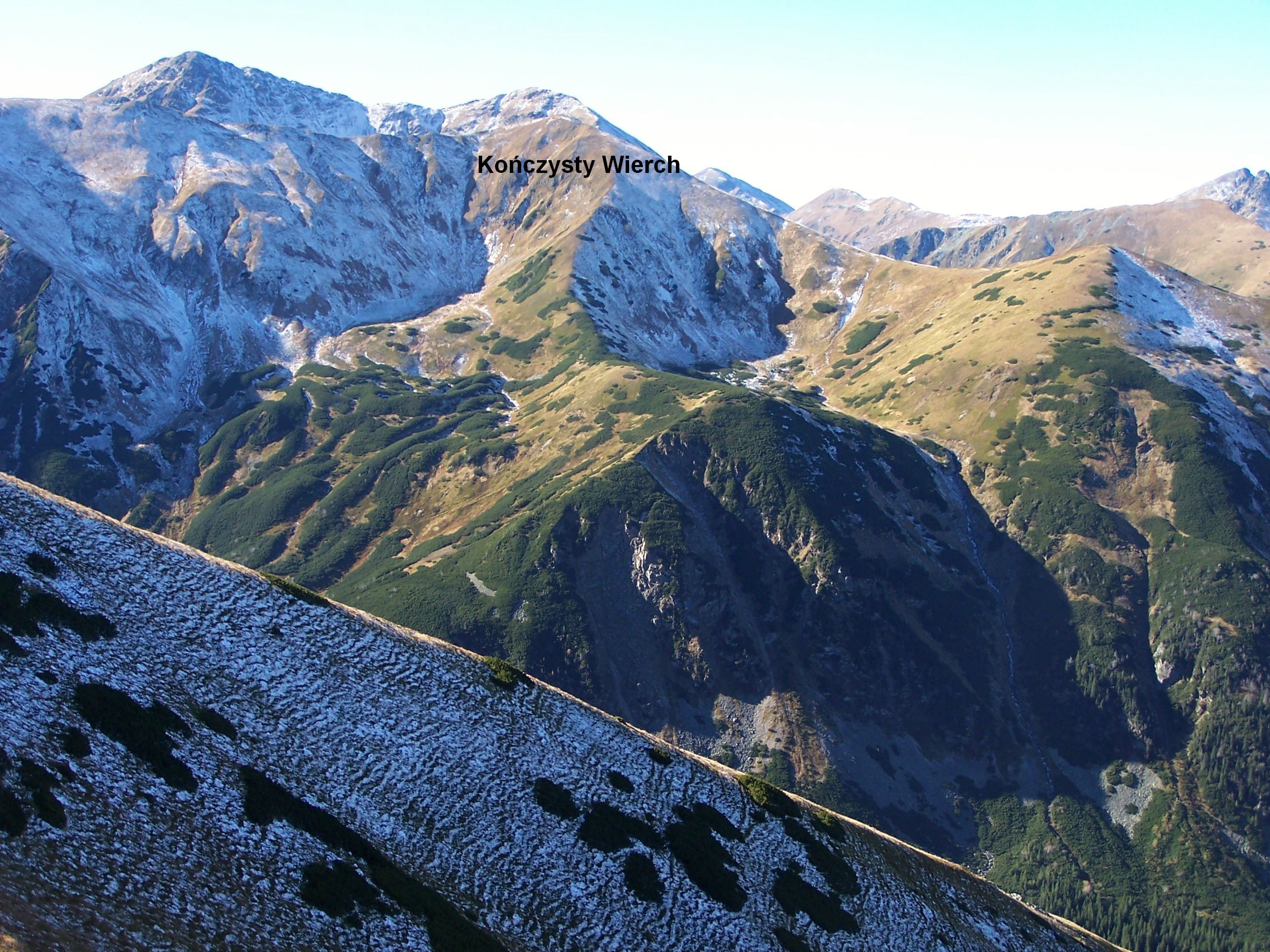
Dudowa Kotlina na prawo, poniżej Kończystego Wierchu. Poniżej Dudowe Turnie i spadający z nich wodospad

Dudowa Kotlina, Dudowy Kocioł – polodowcowy kocioł na zachodnich zboczach Doliny Starorobociańskiej w Tatrach Zachodnich. Znajduje się w górnej części doliny, na północno-wschodnich stokach Kończystego Wierchu, tworząc tzw. dolinę wiszącą. Od strony Doliny Starorobociańskiej jej zbocza podcięte są stromymi Dudowymi Turniami ze żlebami Mała Szczerba i Wielka Szczerba. Dno Dudowej Kotliny znajduje się na wysokości ok. 1675 m n.p.m. Jest nierówne, znajduje się na nim kilka niewielkich moren. W zagłębieniach między tymi morenami znajdują się Dudowe Stawki (w lecie czasami wysychają). Dudowy Kocioł to trawiasty teren, który dawniej był wypasany (wchodził w skład Hali Stara Robota). Po zaprzestaniu wypasu stopniowo zarasta kosodrzewiną. Powyżej niego w południowym kierunku znajdują się upłazki nazwane przez juhasów Cielęcymi Tańcami.
Dudowy Kocioł i Dudowe Stawki są dobrze widoczne z zielonego turystycznego szlaku z Doliny Chochołowskiej na Kończysty Wierch.
Nazwy Dudowej Kotliny i sąsiednich obiektów pochodzą od góralskiego nazwiska Duda.